# Дома купцов Коробковых
Дома́ купцо́в Коробко́вых (каменный дом, как образец городского жилищного строительства, здание нотариальной конторы) — правый из двух особняков-близнецов в классическом стиле, построенный в первой половине XIX века на Кафедральной площади Екатеринбурга купцами Коробковыми.

## История
Братья Максим и Полиэвкт Ивановичи Коробковы выкупили один дом, выходивший фасадом на Торговую площадь, в 1828 году, после чего занялись его перестройкой. Позднее Максим Иванович открыл здесь магазин колониальных товаров с лавкой. Осенью 1843 года в доме Коробкова в честь его именин состоялось первое в Екатеринбурге выступление театральной группы П. А. Соколова из Казани.
В конце 1880-х годов дом был куплен купцами братьями М. и В. Дмитриевыми. В 1880-х правый особняк был декорирован в псевдоготическом стиле предположительно по проекту А. И. Падучева.
С конца XIX века по 1919 год в доме жил и работал нотариус Александр Ардашев — двоюродный брат Владимира Ленина.
В это время собственниками дома были уже «спичечные короли» Логиновы.

## Левый дом
Второй (левый) дом-близнец по адресу Ленина, 23 был построен купцом 1-й гильдии Александром Дмитриевичем Красильниковым по подобию соседнего дома Коробковых. Позднее он был выкуплен купцом Жиряковым и вошёл в историю уже как Дом Жирякова.